# Liste du National Register of Historic Places dans la paroisse d'Ibérie (Louisiane)

Visualisation de la Paroisse d'Ibérie (en rouge) dans l'état de Louisiane.

Cette page recense les lieux et monuments inscrits au Registre National des Lieux Historiques ((en) National Register of Historic Places) dans la Paroisse d'Ibérie, en Louisiane, aux États-Unis.
Les emplacements des propriétés et districts de ce registre sont indiqués dans le tableur ci-dessous par un lien OpenStreetMap ou leur adresse postale.

## Liste
| Nom                                                                          | image | Date d'entrée au registre | localisation                                                                                         | ville | Description |
| ---------------------------------------------------------------------------- | ----- | ------------------------- | --- | --- | --- |
| Maison d'Agricole Fuselier ((en) Alice Plantation House)                     |       | 14 juin 1984              | OSM                                                                                                  | Jeanerette | Aussi appelée « Alice » localement. |
| Île Petite Anse                                                              |       | 4 septembre 2018          | OSM                                                                                                  | Paroisse de l'Ibérie | Petite colline connue pour sa mine de sel. |
| « Bayside »                                                                  |       | 29 janvier 1987           | OSM                                                                                                  | Paroisse de l'Ibérie | Plantation comprenant une maison de planteur construite en 1850 par Francis DuBose Richardson sur le Bayou Teche. |
| Maison d'Armand Broussard                                                    |       | 09 juin 1980              | OSM                                                                                                  | La Nouvelle-Ibérie | Également connue sous le nom de Maison Broussard, elle fut déplacée dans le village historique de Vermilionville à Lafayette, quelque temps après son inscription. La maison originelle fut rebaptisée le 11 mai 2013. |
| Moulin Conrad                                                                |       | 10 novembre 1982          | OSM                                                                                                  | La Nouvelle-Ibérie | Fondée en 1912, c'est la plus ancienne rizerie indépendante des États-Unis encore en activité. |
| Centre historique de La Nouvelle-Ibérie                                      |       | 13 décembre 2017          | Délimité par Fulton Street, Burke Street, Weeks Street, St. Peter Street et Jefferson Street.        | La Nouvelle-Ibérie | La construction des bâtiments varie de 1870 à 1967; ils sont tous liées au commerce et au divertissement. |
| Maison de la plantation Dulcito                                              |       | 22 juillet 1994           | 5918 West Old Spanish Trail (LA 182)                                                                 | La Nouvelle-Ibérie | La Plantation Dulcito est une maison historique construite vers 1850, instaurée dès l'origine comme plantation esclavagiste du Sud. |
| Quartier historique de la Rue Principale Est                                 |       | 28 juillet 1983           | La Nouvelle-Ibérie                                                                                   | La zone de 12 hectares comprend 71 bâtiments, dont 57 sont considérés « propriétés contributives » et 4 sont individuellement inscrites au Registre national des lieux historiques. | |
| Plantation Enterprise                                                        |       | 17 mars 1975              | OSM                                                                                                  | Jeanerette | Elle a été construite en 1835 et sa superficie est de 670 ha. |
| Église épiscopale de l'Épiphanie                                             |       | 29 avril 1977             | 303 West Main Street                                                                                 | La Nouvelle-Ibérie | Il s'agit d'un bâtiment d'un étage de 10 m × 23 m qui a été construit en 1857-58 en bois de cyprès et en briques fabriquées par des esclaves. |
| Maison d'Auguste Erath                                                       |       | 05 octobre 1995           | 333-335 Rue Saint-Pierre Ouest                                                                       | La Nouvelle-Ibérie | Auguste Érath fit construire cette maison en 1884, qui devait lui servir de demeure ainsi que de fonds de commerce. |
| Cinéma Évangéline                                                            |       | 18 février 1999           | 129 Rue Principale Est                                                                               | La Nouvelle-Ibérie | Fait également partie du Quartier historique de la Rue Principale Est depuis sa création le 13 décembre 2017. |
| Première église méthodiste unie                                              |       | 16 novembre 1989          | 119 Rue Jefferson                                                                                    | La Nouvelle-Ibérie | Fait également partie du Quartier historique de la Rue Principale Est depuis sa création le 13 décembre 2017. |
| Maison Hewes                                                                 |       | 19 janvier 2005           | 1617 Rue Principale                                                                                  | Jeanerette | Situé dans le quartier historique de Jeanerette. |
| Maison Joseph Jefferson                                                      |       | 04 juin 1973              | OSM                                                                                                  | Île Jefferson ((en) Jefferson Island) | Également connue sous le nom de Plantation Bob Acres et de Maison et jardins Rip Van Winkle, elle a été conçue et construite en 1870 par l'acteur Joseph Jefferson. |
| Boulangerie LeJeune                                                          |       | 22 avril 2003             | 1510 Rue Principale                                                                                  | Jeanerette | La boulangerie historique vend toujours son pain «français», ses gâteaux au gingembre et son pain à l'ail. |
| Fonderie et atelier de modélisme Lutzenberger                                |       | 12 mars 1998              | 502-505 Rue Jane                                                                                     | La Nouvelle-Ibérie | Également connu sous le nom (en) New Iberia Foundry & Machine Shop. |
| Les Magnolias                                                                |       | 06 décembre 1979          | 115 Rue Jefferson                                                                                    | La Nouvelle-Ibérie | Construite en 1852, la maison a été modifiée vers 1920. En 1929, la maison entière a été déplacée et tournée de 90 degrés, de sorte qu'elle donne sur Jefferson Street plutôt que sur Main Street. |
| Mintmere                                                                     |       | 06 juin 1980              | 1400 Rue Principale Est                                                                              | La Nouvelle-Ibérie | Également connue sous le nom de Maison Roy Boucvalt. |
| Épave du ''Tèche'' (bateau à vapeur) ((en) NEW IBERIA (steamboat) shipwreck) |       | 24 décembre 2008          | Pas d'adresse.                                                                                       | La Nouvelle-Ibérie | Un vapeur construit en 1860 et utilisé pour le transport marchand entre Morgan City et La Nouvelle-Ibérie. |
| Lycée de La Nouvelle-Ibérie                                                  |       | 17 mars 1994              | 415 Rue du Centre                                                                                    | La Nouvelle-Ibérie | Il s'agit d'un bâtiment néo-classique, de trois étages, construit en brique et en pierre en 1926 et agrandi en 1939 d'après un projet de William T. Nolan. C'est le seul exemple de style néo-classique de la paroisse. |
| Magasin Olivier                                                              |       | 25 octobre 1982           | 6811 Route de l'Île Weeks                                                                            | Lydia | Après avoir ouvert son commerce en 1898, Jules Olivier construisit ce magasin en 1908 pour desservir sa plantation en pleine expansion. M. Olivier fut nommé premier maître de poste de la communauté en 1898 et son magasin abrita le premier bureau de poste de Lydia jusqu'à l'arrivée de la poste rurale publique. |
| Bâtiment Pascal                                                              |       | 21 novembre 1985          | 223 Rue Principale Est                                                                               | La Nouvelle-Ibérie | L'édifice Pascal se distingue de ce groupe par sa façade imposante et richement ornementée. Comme beaucoup de bâtiments commerciaux de l'époque, il présente un fenestrage en arc segmentaire et un parapet élevé. C'est l'un des rares exemples à présenter des pilastres ou des demi-colonnes entre les baies. De plus, l'édifice Pascal est l'un des quatre exemples de panneaux décoratifs en brique séparés de l'ornementation de la fenestration. |
| Banque Nationale du Peuple                                                   |       | 22 mars 2006              | 119 Rue Principale Ouest                                                                             | La Nouvelle-Ibérie | Fait également partie du District commercial historique («Downtown New Iberia Commercial Historic District») depuis sa création le 13 décembre 2017. |
| Maison Andrew Romero                                                         |       | 30 octobre 1989           | 310 Rue Marie                                                                                        | La Nouvelle-Ibérie | Connue aussi sous le nom de Maison Alvarez. |
| Ombres-sur-le-Tèche (Shadows-on-the-Teche)                                   |       | 05 octobre 1972           | 317 Rue Principale Est                                                                               | La Nouvelle-Ibérie | Fait également partie de l'«East Main Street Historic District» depuis sa création en 1983. La maison de style néo-grec a été achevée en 1834 sur le Bayou Tèche par les riches planteurs David et Mary Weeks, dans la ville de La Nouvelle-Ibérie. Elle est restée dans la famille Weeks jusqu'en 1958, date à laquelle William Weeks Hall est décédé et a fait don du bâtiment au National Trust for Historic Preservation. Ouvert à la visite.       |
| MV Sheherazade (porte-conteneur)                                             |       | 07 décembre 2018          | Adresse restreinte                                                                                   | Morgan City | Épave. |
| Gare de La Nouvelle-Ibérie (Dépôt ferroviaire de la Southern Pacific)        |       | 30 novembre 1987          | 402 Rue Washington Ouest                                                                             | La Nouvelle-Ibérie | La gare fut construite en 1900 par la «Texas and New Orleans Railroad». Elle sert également de siège à la «Louisiana and Delta Railroad». |
| Maison Emmer-Hughes (Maison «Steamboat»)                                     |       | 27 juillet 1979           | 623 Rue Principale Est                                                                               | La Nouvelle-Ibérie | Fait également partie du district historique de la Rue Principale Est depuis sa création le 28 juillet 1983. |
| Droguerie John R. Taylor                                                     |       | 22 janvier 1996           | 145 Rue Principale Ouest                                                                             | La Nouvelle-Ibérie | Fait également partie du District commercial historique («Downtown New Iberia Commercial Historic District») depuis sa création le 13 décembre 2017. |
| Pont Vida Shaw                                                               |       | 06 juillet 2010           | Sur la Route Vida Shaw (Route paroissiale 402) près de l'intersection avec la Route paroissiale 608. | Loreauville | Il s'agit de l'un des ponts tournants les plus importants de Louisiane, dont l'avenir est incertain après avoir été fermé à la circulation pendant de nombreuses années. |
| Magasin général Wormser                                                      |       | 05 octobre 1995           | 112 Rue Principale Est                                                                               | La Nouvelle-Ibérie | Justin Wormser ouvrit le grand magasin «Wormser's» en 1932 dans le bâtiment le plus à l'ouest. Après avoir acheté cet espace et le bâtiment adjacent en 1934, M. Wormser rénova la façade dans le style Art déco actuel. |